# Maui (mytologi)
Maui är i Oceaniens mytologi, kanske främst hos maorierna på Nya Zeeland, både hjälte, trollkarl och skapelsegud.
Maui föddes som en av fem bröder genom ett missfall, uppfostras av en andlig förfader men återvänder till slut till sin familj.
Maui beskrivs ofta som en trickster; dels genom att utmana gudarna och behöva ställa allt till rätta, dels i sina idoga försök att ändra på världens gång genom att försöka förlänga dagen och övervinna döden. I en berättelse om detta sista uppsåt krossas han som larv under foten på en underjordsgudinna, Hine-Nui-Te-Po, när han försöker tränga in i hennes sköte. Maui tillskrivs också rollen som den som gjorde att öarna i Stilla havet reste sig upp ur havet.
Maui spelar en huvudroll i Disneyfilmen Vaiana där han beskrivs som en halvgud som adopterades av gudar efter att han blev övergiven av sina föräldrar. I den engelska version spelas Maui av Dwayne Johnsson, en populär fribrottare och skådespelare, vars morfar, Peter Maivia, inspirerade Mauis design i filmen. 